# Hydriomena swetti
Hydriomena swetti är en fjärilsart som beskrevs av Barnes och Mcdunnough 1917. Hydriomena swetti ingår i släktet Hydriomena och familjen mätare. Inga underarter finns listade i Catalogue of Life.